# イヴ・カルセル
イヴ・カルセル（Yves Carcelle、1948年5月18日 - 2014年8月31日）はフランスの実業家。元ルイ・ヴィトン会長・最高経営責任者。